# Тодзама
Тодзама (яп. 外様, 外方, «сторонній пан», «сторонні панове») — найнижчий статус самурайського роду чи провінційного володаря-даймьо у системі класифікації підлеглих сьоґунату за ступенем їх спорідненості чи наближеності до правлячого сьоґунського дому. З кінця 12 по середину 19 століття цим терміном позначали васалів сьоґуна, які не були його родичами й не належали до давніх та споконвічних слуг правлячого роду. Провінційних володарів-даймьо, які перебували у статусі тодзама називали тодзама даймьо (外様大名), а їхніх васалів — тодзама самурай (яп. 外様侍).
У сьоґунаті Едо (1603—1867) тодзамами називали роди тих провінційних володарів, які традиційно не були васалами сьоґунського дому Токуґава або визнали його сюзеренітет після битви при Секіґахарі (1600). Їх кількість становила близько 100 родів. Найбільшими з них були рід Маеда (1 020 000 коку), рід Сімадзу (730 000 коку), рід Дате (560 000 коку) рід Курода (430 000 коку), рід Морі (370 000 коку) та інші. Володіння тодзама даймьо знаходилися, як правило, на периферії, далеко від центру сьоґунату, міста Едо. Ці даймьо не мали права брати участь у прийнятті важливих політичних рішень.
Сьогодні слово тодзама часто використовують для позначення новачків у якійсь організації чи місцевості. Також ним позначають службовців, які займають другорядні ролі в організаціях, партіях чи компаніях.